# Disparition
Pour les articles homonymes, voir Disparition (homonymie).
La disparition est la rupture soudaine et inexplicable de tous les modes de participation d'une personne à ses habituelles activités et relations, au point que personne ne peut faire seulement une hypothèse sur le lieu où elle se trouve, ce qu'elle y ferait, ni même si elle est encore vivante.
Il peut s'agir d'une disparition volontaire, d'un accident ignoré, d'un crime, etc. Dans la plupart des régions du monde, une personne disparue est généralement retrouvée rapidement. Alors que les enlèvements criminels font partie des cas de personnes disparues les plus signalés, ils ne représentent que 2 à 5 % des enfants disparus en Europe.
En revanche, certains cas de personnes disparues restent non résolus pendant de nombreuses années. Les lois relatives à ces cas sont souvent complexes car, dans de nombreuses juridictions, les proches et les tiers peuvent ne pas traiter les biens d'une personne tant que son décès n'est pas considéré comme prouvé par la loi et qu'un certificat de décès officiel a été délivré. La situation, les incertitudes et l'absence de résilience ou de funérailles résultant de la disparition d'une personne peuvent être extrêmement douloureuses et avoir des effets durables sur la famille et les amis.

## Causes

### Disparitions volontaires
La personne veut changer de vie, tirer un trait sur le passé et recommencer une nouvelle vie, sous une nouvelle identité, éventuellement en s'exilant : pour ne pas avoir à honorer des dettes ; pour entamer une nouvelle vie sentimentale.

### Disparitions involontaires
La personne est victime d'un accident, conduisant à la disparition de son corps. Exemples : victime d'une catastrophe naturelle, victime d'un naufrage dont le corps n'a pas été retrouvé.
Dans le cas des militaires, notamment en période de conflit armé, le militaire est porté disparu au combat lorsque son corps n'a pu être retrouvé sur le champ de bataille, sans qu'on sache s'il est mort, a été fait prisonnier de guerre ou a déserté.
La personne est victime d'un enlèvement, exécutée par le ravisseur, puis celui-ci fait disparaître le corps. Exemples : règlement de comptes mafieux, une organisation supprime une personne qu'elle considère être un espion, un concurrent, un opposant politique…
La personne est victime d'un enlèvement, puis d'une séquestration plus ou moins longue,
- le déroulement des événements conduit à la mort de la personne et le ravisseur fait disparaître le corps.
- le ravisseur n'a pas pour but de demander de rançon, exécute la personne une fois qu'il a obtenu d'elle ce qu'il voulait et fait disparaître le corps.
- Voir aussi : Enlèvement d'enfant

Les disparitions inquiétantes médiatiques, non classées qui perdurent, sont bien souvent des affaires criminelles dans lesquelles le corps (ou les restes du corps) n'a pas été retrouvé.

## Monument
Le 26 mai 2002, un monument aux Irlandais disparus a été inauguré dans le comté de Kilkenny, république d'Irlande, par la présidente Mary McAleese. C'est le premier monument de ce genre dans le monde.

## Droit par pays

### France
Il existe, en droit français, des définitions précises des différents types de disparitions :
- la non-présence, quand une personne n'est pas là mais que sa vie ne fait pas de doute. Ce qui conduit à la désignation d'un représentant pour gérer les biens et les intérêts du non-présent.
- l'absence, « lorsqu'une personne a cessé de paraître au lieu de son domicile ou de sa résidence sans que l'on en ait eu de nouvelles » (article 112 du code civil). Ce régime permet au bout de 10 ou 20 ans de déclarer la personne décédée.
- la disparition, « lorsque le décès est certain, ou quasi-certain, mais que le corps n'a pu être retrouvé » (article 88 alinéa 3 du code civil). Ce régime permet de déclarer rapidement la personne décédée.

#### ADN des cadavres non identifiés
En France, afin de résoudre de nombreuses disparitions inquiétantes, et de permettre aux familles de faire leur deuil, des associations de soutien demandent une loi rendant obligatoire un test ADN systématique pour tout corps anonyme retrouvé (entre 800 et 2 000 par an en France), ainsi qu'un fichier ADN des cadavres non identifiés (on dit aussi « enterrés sous X »),.

### Québec (Canada)
En droit civil québécois, l'absent est « celui qui, alors qu'il avait son domicile au Québec, a cessé d'y paraître sans donner de nouvelles, et sans que l'on sache s’il vit encore ». L'article 85 du Code civil du Québec énonce que l'absent est présumé vivant durant les sept années qui suivent sa disparition, à moins que son décès ne soit prouvé avant l’expiration de ce délai. Pendant l'absence, un tuteur peut être nommé pour gérer les biens de l'absent. Si l'absent revient au bout de sept ans, cela met fin au régime de l'absence (art. 90 C.c.Q.). Si l'absent ne revient pas au bout de sept ans, il est présumé mort et un jugement déclaratif de décès peut être émis. Il est cependant possible d'obtenir le jugement déclaratif de décès avant l'écoulement de sept ans lorsqu'il existe des indices graves, précis et concordants à l'effet que la personne est décédée (art 92. al. 2 C.c.Q., art. 2849 C.c.Q.). D'après l'auteur de doctrine et notaire émérite Michel Beauchamp, l'affaire Paolo Renda devant la Cour supérieure du Québec est une décision de référence concernant la disparition de personnes et la règles des indices graves, précis et concordants pour obtenir un jugement déclaratif de décès, dans une affaire où un bras droit de la mafia montréalaise est disparu de façon mystérieuse, mais dans des circonstances où il existait de nombreux indices permettant de croire qu'il avait été assassiné.

## Statistiques

### France
En France, d'après le ministère de l'Intérieur plus de 40 000 personnes disparaissent chaque année. Plus de 30 000 sont retrouvées. Il reste environ 10 000 disparitions non élucidées classées inquiétantes, chaque année, dont presque un dixième (environ 800) concernent des mineurs. Entre 600 et 700 mineurs sont retrouvés chaque année.
De nombreux corps non identifiés sont enterrés en fosse commune (on dit parfois 'sous X'), car il n'existe pas d'obligation légale, pour les communes, d'identifier un corps découvert en France, notamment par un test ADN.
En 2005, 9 787 disparitions inquiétantes ont été enregistrées, dont 847 de mineurs, 683 mineurs ont été retrouvés. 

En 2006, 10 182 disparitions inquiétantes ont été enregistrées, dont 895 disparitions de mineurs. 711 mineurs ont été retrouvés.
En 2009, le total des personnes signalées disparues en France s'élevait à 58 911. 80 % d’entre elles étaient des enfants, soit 47 533, dont 46 595 fugueurs et 583 disparitions inquiétantes d'enfants (855 disparitions inquiétantes d'enfants en 2008). En 2009, 10 941 disparitions inquiétantes de majeurs ont été signalées.

En 2015, 48 895 mineurs ont été inscrits au fichier des personnes recherchées, dont 405 disparitions inquiétantes.

### Japon
Au Japon, on cite le cas des disparitions volontaires, ou « évaporations ». Le nombre de Jōhatsu (littéralement : « personnes évaporées ») est estimé à 100 000 personnes par an à l'échelle de l'archipel (plus de 126 millions d'habitants en 2018). Un tabou, lié souvent à la honte et au déshonneur, entoure ces disparitions, qui gêne les enquêtes,,. En 1967, le réalisateur Shōhei Imamura évoque ce thème dans son film L'Évaporation de l'homme.

## Le logiciel SALVAC
En France, le logiciel Système d'analyse des liens de la violence associée aux crimes, abrégé sous le sigle SALVAC, est un système informatique canadien conçu pour aider des enquêteurs spécialement formés dans le profilage criminel à cerner les crimes sériels et leurs auteurs en établissant les liens qui existent entre les crimes perpétrés par un même délinquant. Les informations conservées le sont pour une durée de 40 ans.

## Lutte contre les disparitions
Un certain nombre d'organisations cherchent à se connecter, à partager les meilleures pratiques et à diffuser des informations et des images d'enfants disparus afin d'améliorer l'efficacité des enquêtes sur les enfants disparus, notamment la Commission internationale pour les personnes disparues, le Centre international pour enfants disparus et sexuellement exploités (ICMEC), ainsi que des organisations nationales, dont le National Center for Missing & Exploited Children aux États-Unis, Missing People (en) au Royaume-Uni, Child Focus en Belgique, et Le sourire de l'enfant (en) en Grèce.